# کوربا، هند
شهر کوربا (به انگلیسی: Korba) با جمعیت ۴۷۷٫۲۷۶ نفر در ایالت چتیسگر در کشور هند واقع شده‌است.

## نگارخانه

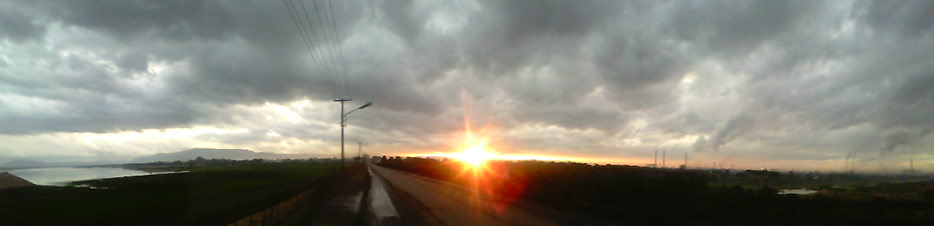
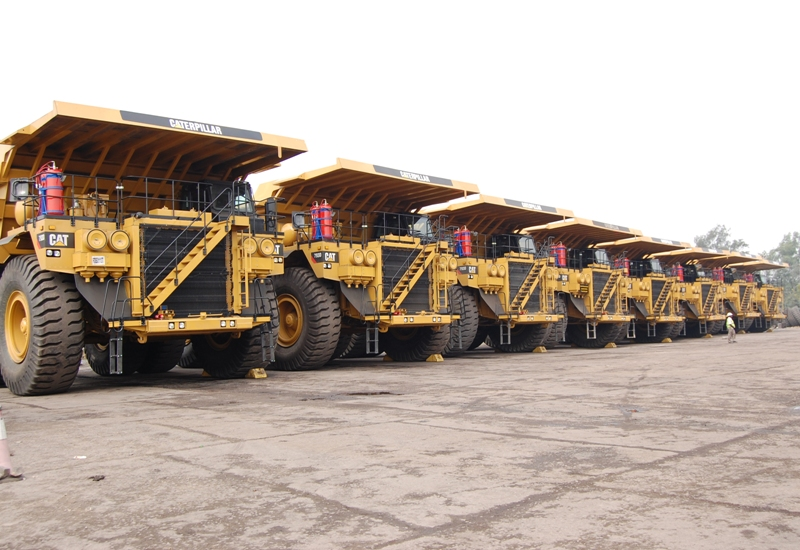